# Zipoetopsis unicolor
Zipoetopsis unicolor är en skalbaggsart som beskrevs av Stefan von Breuning 1950. Zipoetopsis unicolor ingår i släktet Zipoetopsis och familjen långhorningar.
Artens utbredningsområde är Paraguay. Inga underarter finns listade i Catalogue of Life.